# 遠田志帆
遠田 志帆（えんた しほ、1979年〈昭和54年〉12月8日 - ）は、日本のイラストレーター。秋田県出身、埼玉県在住。

## 経歴・人物
秋田大学教育文化学部卒業。3年間の教職生活の後、結婚する。それを機に埼玉県に移住し、イラストレーターとしての活動を開始。書籍の装画を数多く手がけ、才能を発揮している。2012年12月より、冲方丁の小説「はなとゆめ」の新聞連載の挿絵を担当する。埼玉県在住。芦田豊雄と冨樫義博に大きく影響を受けたという。

## 主な装画作品
- 壁井ユカコ
  - 『14f症候群』（2009年5月 角川書店）
  - 『NO CALL NO LIFE』（2009年7月 角川文庫）
- 綾辻行人
  - 『Another』（2009年10月 角川書店 / 2011年11月 角川文庫【上・下】）
  - 『Another エピソードS』（2013年7月 角川書店 / 2016年6月 角川文庫）
  - 『Another 2001』（2020年9月 角川書店 / 2023年6月 角川文庫【上・下】）
  - 『最後の記憶』（2007年6月 角川文庫）
  - 『眼球綺譚』（2009年1月 角川文庫）
  - 『フリークス』（2011年4月 角川文庫）
  - 『殺人鬼 覚醒篇』（2011年8月 角川文庫）
  - 『殺人鬼 逆襲篇』（2012年2月 角川文庫）
  - 『霧越邸殺人事件＜完全改訂版＞』（2014年3月 角川文庫【上・下】）
  - 『深泥丘奇談』（2014年6月 角川文庫）
  - 『深泥丘奇談・続』（2014年9月 角川文庫）
  - 『深泥丘奇談・続々』（2019年8月 角川文庫）
  - 『人間じゃない＜完全版＞』（2022年8月 講談社文庫）
- 柴田よしき
  - 『朝顔はまだ咲かない 小夏と秋の絵日記』（2010年9月 創元推理文庫）
- 菅野雪虫
  - 『羽州ものがたり』（2011年1月 角川書店）
  - 『星天の兄弟』（2021年8月 東京創元社）
- 中村弦
  - 『天使の歩廊―ある建築家をめぐる物語』（2011年5月 新潮文庫）
- 神世希
  - 『DEUSLAYER』（2011年8月 講談社BOX）
- 村山早紀
  - 『竜宮ホテル 迷い猫』（2011年10月 f-Clan文庫）
  - 『竜宮ホテル』（2013年5月 徳間文庫）
  - 『竜宮ホテル 魔法の夜』（2013年12月 徳間文庫）
  - 『竜宮ホテル 水仙の夢』（2016年2月 徳間文庫）
- 狗飼恭子
  - 『遠くでずっとそばにいる』（2012年4月 幻冬舎文庫）
- 林由美子
  - 『堕ちる』（2012年8月 宝島社文庫）
  - 『揺れる』（2012年11月 宝島社文庫）
- 稲船敬二、弐藤水流
  - 『REM』（2012年9月 光文社）
- 桂修司
  - 『七年待てない 完全犯罪の女』（2012年10月 宝島社文庫）
- 三津田信三
  - 『のぞきめ』（2012年11月 角川書店 / 2015年3月 角川ホラー文庫）
  - 『魔邸』（2017年12月 KADOKAWA）
  - 『みみそそぎ』（2022年11月 KADOKAWA）
- 小杉英了
  - 『先導者』（2014年10月 角川ホラー文庫）
- 秋田禎信
  - 『ひとつ火の粉の雪の中』（2014年12月 新潮文庫nex）
- 小路幸也
  - 『みんなの少年探偵団 少年探偵』（2015年1月 ポプラ社 / 2017年5月 ポプラ文庫）
- 駒井和緒（原作：芥川龍之介）
  - 『リライトノベル 邪宗門』（2015年2月 YA!ENTERTAINMENT）
- 池上永一
  - 『統ばる島』（2015年5月 角川文庫）
  - 『黙示録』（2017年5月 角川文庫【上・下】）
  - 『ヒストリア』（2017年8月 KADOKAWA / 2020年8月 角川文庫【上・下】）
- 高殿円
  - 『剣と紅 戦国の女領主・井伊直虎』（2015年5月 文春文庫）
- 七瀬晶
  - 『お江戸ありんす草紙 瓜ふたつ』（2015年6月 小学館）
  - 『お江戸ありんす草紙 百両の秘本』（2015年10月 小学館）
- 小前亮
  - 『真田十勇士 (1) 参上、猿飛佐助』（2015年10月 小峰書店）
  - 『真田十勇士 (2) 決起、真田幸村』（2015年12月 小峰書店）
  - 『真田十勇士 (3) 激闘、大坂の陣』（2016年2月 小峰書店）
  - 『真田十勇士 外伝 忍び里の兄弟』（2016年9月 小峰書店）
  - 『西郷隆盛』（2017年10月 小峰書店【上・下】）
  - 『新選組戦記』（2019年11月・2020年1月・2020年4月 小峰書店【上・中・下】）
  - 『服部半蔵 家康を天下人にした男』（2022年12月・2023年3月 小峰書店【上・下】）
- 愁堂れな
  - 『薔薇十字叢書 天邪鬼の輩』（2015年10月 富士見L文庫）
  - 『薔薇十字叢書 縊鬼の囀』（2017年5月 富士見L文庫）
- 樹林伸
  - 『ドクター・ホワイト』（2015年11月 角川書店）
- 新井淳平
  - 『シンデレラゲーム』（2016年7月 AMGブックス）
- 友井羊
  - 『向日葵ちゃん追跡する』（2016年8月 新潮文庫nex）
- 田辺聖子
  - 『隼別王子の叛乱』（2017年2月 中公文庫）
- 今村昌弘
  - 『屍人荘の殺人』（2017年10月 東京創元社 / 2019年9月 創元推理文庫）
  - 『魔眼の匣の殺人』（2019年2月 東京創元社 / 2022年8月 創元推理文庫）
  - 『兇人邸の殺人』（2021年7月 東京創元社）
  - 『明智恭介の奔走』（2024年6月 東京創元社）
- 板倉俊之
  - 『蟻地獄』（2018年1月 新潮文庫）
- 彩坂美月
  - 『僕らの世界が終わる頃』（2018年4月 新潮文庫nex）
- 名木田恵子
  - 『青影神話』（2018年11月 ポプラ社）
- 冲方丁
  - 『はなとゆめ』（2018年 角川文庫 新装版）
- ペニー・ジョエルソン
  - 『秘密をもてないわたし I Have No Secrets』（2019年2月 KADOKAWA）
- 松葉屋なつみ
  - 『星砕きの娘』（2019年8月 東京創元社 / 2021年7月 創元推理文庫）
  - 『星巡りの瞳』（2021年10月 創元推理文庫）
- 相沢沙呼
  - 『medium 霊媒探偵城塚翡翠』（2019年9月 講談社 / 2021年9月 講談社文庫）
  - 『invert 城塚翡翠倒叙集』（2021年7月 講談社 / 2023年11月 講談社文庫）
  - 『invert II 覗き窓の死角』（2022年9月 講談社）
- 大塚卓嗣
  - 『天魔乱丸』（2019年10月 ハヤカワ時代ミステリ文庫）
- 須賀しのぶ
  - 『荒城に白百合ありて』（2019年11月 角川書店 / 2022年11月 角川文庫）
- 橘悠馬
  - 『典薬寮の魔女』（2020年4月 KAエスマ文庫）
- 白井智之
  - 『名探偵のはらわた』（2020年8月 新潮社 / 2023年2月 新潮文庫）
- 沢村凜
  - 『王都の落伍者―ソナンと空人1―』（2020年9月 新潮文庫）
  - 『鬼絹の姫―ソナンと空人2―』（2020年9月 新潮文庫）
  - 『運命の逆流―ソナンと空人3―』（2020年10月 新潮文庫）
  - 『朱く照る丘―ソナンと空人4―』（2020年10月 新潮文庫）
- 岡田秀文
  - 『首イラズ 華族捜査局長・周防院円香』（2020年10月 光文社 / 2023年7月 光文社文庫）
- 村上雅郁
  - 『キャンドル』（2020年12月 フレーベル館）
- 木下昌輝
  - 『応仁悪童伝』（2021年1月 角川春樹事務所 / 2023年7月 ハルキ文庫）
- 芦原瑞祥
  - 『まほろばの鳥居をくぐる者は』（2021年6月 KADOKAWA）
- 小林泰三
  - 『わざわざゾンビを殺す人間なんていない。』（2021年7月 二見ホラー×ミステリ文庫）
- 森りん
  - 『水の剣と砂漠の海 アルテニア戦記』（2021年10月 集英社オレンジ文庫）
- 大塚已愛
  - 『鬼憑き十兵衛』（2021年11月 新潮文庫）
- 針谷卓史
  - 『前夜祭』（2021年12月 二見ホラー×ミステリ文庫）
- 神永学
  - 『心霊探偵八雲 INITIAL FILE 魂の素数』（2021年12月 講談社 / 2023年11月 講談社文庫）
  - 『心霊探偵八雲 INITIAL FILE 幽霊の定理』（2022年11月 講談社 / 2024年3月 講談社文庫）
  - 『新・心霊探偵八雲 赤眼の呪縛』（2024年6月 講談社）
- 吉村達也
  - 『ケータイをヤバい男に拾われて』（2022年3月 双葉文庫）
- A・J・カジンスキー、トーマス・リュダール
  - 『被疑者アンデルセンの逃亡』（2022年8月 竹書房文庫【上・下】）
- 北見崇史
  - 『血の配達屋さん』（2022年10月 角川ホラー文庫）
- 福山雅治
  - 『妖』（2022年12月 ユニバーサルミュージック） - ジャケットアートワーク
- 井上悠宇
  - 『不実在探偵の推理』（2023年6月 講談社）
- 大滝瓶太
  - 『その謎を解いてはいけない』（2023年6月 実業之日本社）
- 紺野天龍
  - 『ソードアート・オンライン オルタナティブ ミステリ・ラビリンス 迷宮館の殺人』（2023年12月 電撃文庫）
- ジョナサン・ストラウド
  - 『ノトーリアス』（2024年2月 静山社）
- 駄犬
  - 『死霊魔術の容疑者』（2024年3月 GCノベルズ）
- 大神晃
  - 『天狗屋敷の殺人』（2024年5月 新潮文庫nex）
- 知念実希人
  - 『真夜中のマリオネット』（2024年6月 集英社文庫）

## 新聞連載（挿絵）
- 冲方丁「はなとゆめ」
  - 【掲載】岐阜新聞、愛媛新聞、福井新聞、デーリー東北新聞（2012年12月11日 - 2013年7月1日）、福島民報、新潟日報（2013年1月1日 - 2013年7月22日）、秋田魁新報（2013年1月9日 - 2013年7月29日）

## 画集
- 遠田志帆画集（2014年8月 新書館）
- 遠田志帆画集Ⅱ キセキノツヅキ（2021年4月 玄光社）